# Etheostoma atripinne
Etheostoma atripinne är en fiskart som först beskrevs av Jordan, 1877.  Etheostoma atripinne ingår i släktet Etheostoma och familjen abborrfiskar. Inga underarter finns listade i Catalogue of Life.